# Сан Руфо
Сан Ру̀фо (на италиански: San Rufo) е село и община в Южна Италия, провинция Салерно, регион Кампания. Разположено е на 655 m надморска височина. Населението на общината е 1729 души (към 2010 г.).